# 차인하
차인하(본명: 이재호, 1992년 7월 15일 ~ 2019년 12월 3일)는 대한민국의 배우였다.

## 생애
2019년 12월 3일 자택에서 숨진 채 발견되었다. 《하자있는 인간들》이 방영을 시작한지 얼마 되지도 않았다는 점과, 바로 전날에도 본인의 인스타그램 계정에 사진을 올렸기 때문에 많은 사람들이 충격을 받았다. 경찰은 유서가 따로 발견되지 않았고 부검 여부는 추후 결정할 예정이라고 했고, 소속사 측은 유가족의 의사에 따라 장례를 조용히 치를 예정이라고 밝혔다.
이후 우울증으로 인한 자살로 결론이 나면서 내사가 종결되었고 고인의 유해는 청아공원에 안치되었다.

## 출연 작품

### 드라마
| 연도 | 제목                   | 역할   | 비고   |
| ---- | ---------------------- | ------ | ------ |
| 2017 | 아이돌 권한대행        | 인하   | 10부작 |
| 2017 | 기름진 멜로            | 봉치수 | 38부작 |
| 2017 | 너도 인간이니?         | 황지용 | 36부작 |
| 2017 | 사랑의 온도            | 김하성 | 40부작 |
| 2018 | 추리의 여왕 시즌2      |        | 16부작 |
| 2018 | 기름진 멜로            | 봉치수 | 38부작 |
| 2018 | 너도 인간이니?         | 황지용 | 36부작 |
| 2018 | 일단 뜨겁게 청소하라!! | 황재민 | 16부작 |
| 2019 | 더 뱅커                | 문홍주 | 32부작 |
| 2019 | 하자있는 인간들        | 주원석 | 32부작 |